# Parti libertarien (États-Unis)
Pour les articles homonymes, voir Parti libertarien.
Le Parti libertarien est un parti politique américain fondé en 1971. Comptant 511 277 membres en juillet 2017, c'est l'un des principaux partis minoritaires aux États-Unis. Son programme est constitué d'éléments issus de la doctrine libertarienne, favorable à une législation minimale, au libre-échange, à une taxation minimale et à des libertés individuelles fortes.

## Histoire
Le Parti libertarien américain est fondé en 1971 dans le salon de David Nolan par un groupe de membres du Parti démocrate américain, du Parti républicain américain, ainsi que d'autres activistes politiques ne se reconnaissant pas dans les deux principaux partis. En particulier, il est lancé par une partie des membres du Parti républicain qui refusent de soutenir la guerre du Viêt Nam.
En 1978, Dick Randolph (en) devient le premier libertarien à être élu (à la Chambre des représentants de l'Alaska).
En mai 2008, Bob Barr annonce sur CNN sa candidature à l'élection présidentielle et lance son site Internet de campagne.
En mai 2012, le Parti libertarien accorde son soutien à Gary Johnson, ex-gouverneur du Nouveau-Mexique, qui est candidat à la présidentielle, à 419 voix contre 152. Il récolte plus de 1,2 million de voix soit 1 % du vote populaire le plaçant alors à la troisième place.
En 2016, Gary Johnson, qui est de nouveau le candidat du Parti libertarien à l'élection présidentielle, se classe en troisième position. Il récolte 4,5 millions de voix soit 3,28 % du vote populaire, un record pour le parti.
La même année, le Parti libertarien a également obtenu son résultat le plus élevé aux élections sénatoriales, 29,2 % en Alaska.
Le 29 avril 2020, le membre de la Chambre des représentants Justin Amash, élu pour le Michigan, d'abord républicain puis indépendant, rejoint le Parti libertarien, devenant ainsi le premier membre libertarien du Congrès de l'histoire. Il a néanmoins annoncé qu'il ne se représentait pas aux élections de 2020.

## Résultats électoraux

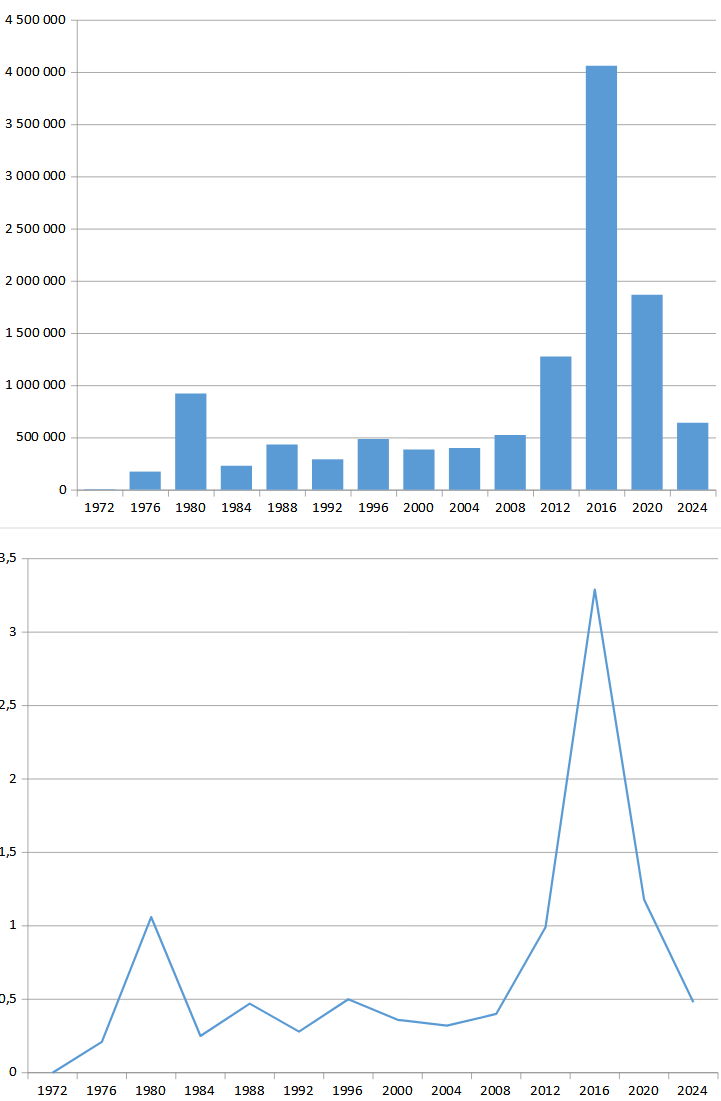
Évolution des résultats électoraux aux élections présidentielles américaines du Parti libertarien.

| Année | Candidats           | Candidats            | Voix      | %     | Place |
| Année | Présidence          | Vice-présidence      | Voix      | %     | Place |
| ----- | ------------------- | -------------------- | --------- | ----- | ----- |
| 1972  | John Hospers (en)   | Theodora Nathan (en) | 2 691     | 0,003 | 10e   |
| 1976  | Roger MacBride (en) | David Bergland (en)  | 173 011   | 0,21  | 4e    |
| 1980  | Ed Clark (en)       | David H. Koch        | 921 299   | 1,10  | 4e    |
| 1984  | David Bergland (en) | James A. Lewis (en)  | 228 705   | 0,25  | 3e    |
| 1988  | Ron Paul            | Andre Marrou (en)    | 432 179   | 0,47  | 3e    |
| 1992  | Andre Marrou (en)   | Nancy Lord (en)      | 291 627   | 0,28  | 4e    |
| 1996  | Harry Browne (en)   | Jo Jorgensen         | 485 798   | 0,50  | 5e    |
| 2000  | Harry Browne (en)   | Art Olivier (en)     | 384 431   | 0,36  | 5e    |
| 2004  | Michael Badnarik    | Richard Campagna     | 397 367   | 0,34  | 4e    |
| 2008  | Bob Barr            | Wayne Allyn Root     | 482 405   | 0,40  | 4e    |
| 2012  | Gary Johnson        | James P. Gray        | 1 233 168 | 1,00  | 3e    |
| 2016  | Gary Johnson        | William Weld         | 4 488 919 | 3,28  | 3e    |
| 2020  | Jo Jorgensen        | Spike Cohen (en)     | 1 865 620 | 1,18  | 3e    |
| 2024  | Chase Oliver        | Mike ter Maat        | 650 126   | 0,42  | 5e    |

## Idéologie et programme

Le porc-épic, animal toujours prêt à se défendre grâce à ses piques mais qui ne menace, ni n'attaque personne. C'est la mascotte du libertarianisme.

Le Parti libertarien se veut une alternative aux partis démocrate et républicain. Les partisans de ce libertarianisme souhaitent une plus grande liberté personnelle. Le Parti libertarien défend des positions très anti-étatistes et veut réduire considérablement le poids de l'État. Ce dernier ne doit détenir que des fonctions régaliennes (police, défense, justice, affaires extérieures). Selon Gary Johnson, le Parti libertarien peut être classé à droite sur le plan économique et à gauche sur les questions de société. Le 9 mai 2016, il déclare à l'AFP : « Je suis à gauche d'Hillary sur les questions de société, et je suis plus conservateur que Ted Cruz sur les questions économiques. Je représente le meilleur des deux mondes »,.

### Armes à feu
Le libertarianisme de droite soutient l'idée que tout peuple, mais aussi toute personne a le droit de s’armer et d'utiliser ses armes à feux (et autres) pour l’autodéfense, notamment pour ceux qui sont physiquement plus faibles.
Le parti est contre la règlementation des armes à feu. Tout en étant contre l'État, il s'appuie fortement sur le deuxième amendement de la Constitution des États-Unis sur le port d'armes, voulant que les individus puissent assurer leur défense par eux-mêmes,.

### Économie
Sur un plan économique, le Parti libertarien rejette toute forme d'interventionnisme, appelant à une privatisation de l'éducation ainsi que du système de santé. L'économie doit être déréglementée. Pour atteindre leurs buts, ils veulent abolir l'État providence et les impôts sur le revenu tout en réduisant les autres taxes.

### Éducation
Le parti prône un marché libre de l'éducation où les parents, les enseignants et les élèves, et non l’État, devraient faire leurs propres choix en matière d'éducation.

### Immigration
Le parti soutient généralement des politiques migratoires très peu restrictives sauf envers les individus pouvant menacer la sécurité du pays ainsi que les droits et la propriété des citoyens.

### Mariage homosexuel
Le parti est favorable au mariage homosexuel.

### Peine de mort
Le parti est contre la peine de mort.

### Politique étrangère
Le parti rejette la politique interventionniste américaine sur le plan international et appelle à rejeter toute alliance militaire ou toute intervention extérieure qui ne serait pas faite dans le but de se défendre contre une agression extérieure. De même, si le parti soutient la subsistance de services de renseignement, ces derniers doivent faire l'objet d'un contrôle et ne peuvent outrepasser les droits fondamentaux dans l'exercice de leur mission.

### Religion
Le Parti libertarien contient proportionnellement moins de chrétiens et plus de non-croyants que l'ensemble de la population des États-Unis. Il soutient le premier amendement de la Constitution des États-Unis qui vise à assurer la liberté religieuse.

### Guerre contre les drogues
Le parti soutient que la War on Drugs est inefficace, injuste et immorale et souhaite y mettre fin.

## Membres notables
- Michael Badnarik
- Bob Barr, candidat à la présidence des États-Unis en 2008.
- David Friedman[7]
- Mike Gravel
- David Nolan
- Trey Parker, coréalisateur de la série américaine satirique South Park.
- Ron Paul, candidat à la présidence des États-Unis (en 1988 pour le Parti libertarien, en 2008 à l'investiture républicaine à l'élection présidentielle, et à nouveau en 2012 à l'investiture républicaine pour l'élection présidentielle).
- Dick Randolph (en), né en 1936, il a été le premier élu du Parti libertarien, en 1978 à la chambre des représentants de l'Alaska.
- Eric Raymond, promoteur des logiciels « open source » et du port libre des armes à feu.
- Kurt Russell
- Aaron Russo
- James Hetfield
- Vermin Supreme, humoriste et performeur.
- Joe Exotic
- Justin Amash